# Яковлев, Александр Александрович (ректор ННГУ)
Александр Александрович Яковлев (1891, Арзамас — 1946, Горький) — советский преподаватель, ректор Горьковского государственного университета в 1943—1946 годах.

## Биография
Родился в семье канцелярского служащего земской управы. В раннем возрасте потерял отца. Подрабатывал весовщиком и приёмщиком товаров.
В 1910 году окончил Нижегородское высшее начальное училище и двухгодичные учительские курсы. В 1910—1912 годах работал учителем начальной школы. В 1912—1915 годах являлся студентом трёхгодичного учительского института.
С 1915 по 1917 годы был учителем высшего начального училища. В 1917—1928 годах заведовал школой второй ступени. С 1928 по 1931 годы занимал должность директора Ветлужского педагогического техникума.
С 1932 по 1935 годы обучался в аспирантуре кафедры педагогики Горьковского педагогического института. В 1935 году назначен директором Арзамасского учительского института. В 1938 году переходит на должность старшего научного сотрудника в Горьковский институт усовершенствования учителей. С 1941 года — директор этого института.
В марте 1943 года назначен ректором Горьковского государственного университета, руководство которым осуществлял по март 1946 года.